# 中共湘区委员会旧址
中共湘区委员会旧址（中共湘区委员会旧址暨毛泽东、杨开慧故居）坐落在湖南省长沙市八一路清水塘长沙党史馆内，是长沙市经历文夕大火唯一幸存的关于中共革命历史建筑物。:17因旧址位于清水塘，而经常直接被称作“清水塘”。旧址原为清水塘22号，属一陶姓商人住宅，典型南方民居风格，南北朝向，建筑面积112平方米，占地面积179平方米。:17旧址原为毛泽东和杨开慧旧居。:89

## 沿革
1921年秋至1923年4月，毛泽东、何叔衡等租用此地作为中共湘区委员会机关秘密办公地，毛泽东出任中共湘区委员会书记。:17
1951年进行修缮，之后按原有室内陈设恢复原状并对外开放。
1957年，湖南省人民委员会公布为省级文物保护单位。
1969年复原周边环境。
2003年12月26日，为纪念毛泽东诞辰110周年，将“中共湘区委员会旧址”重新冠名为“中共湘区委员会旧址暨毛泽东、杨开慧故居”。
2006年，国务院将其列入全国重点文物保护单位。:17

## 建筑
堂屋右边第一间房是毛泽东和杨开慧的卧室兼办公室，右边第二间房是杨开慧母亲的卧室，堂屋左边第一间房是客房，第二间房是秘密会议室。:89